# Witold Sokolnicki
Witold Piotr Sokolnicki (ur. 14 czerwca 1906 w Siedleminie, zm. 1 sierpnia 1968 w Poznaniu) – major dyplomowany kawalerii Wojska Polskiego i Armii Krajowej, działacz społeczny i gospodarczy.

## Życiorys
Urodził się w rodzinie Witolda i Izabeli z Potockich. Nauki pobierał w Gimnazjum Ignacego Paderewskiego w Poznaniu otrzymując w 1924 roku świadectwo maturalne.
W latach 1924–1925 odbywał służbę w Szkole Podchorążych Rezerwy Kawalerii Nr 3 przy 3 Dywizji Kawalerii w Śremie, a w latach 1925–1927 w Szkole Podchorążych Kawalerii w Grudziądzu. 11 sierpnia 1927 roku Prezydent RP Ignacy Mościcki mianował go podporucznikiem ze starszeństwem z dniem 15 sierpnia 1927 i 1. lokatą w korpusie oficerów kawalerii, a minister spraw wojskowych wcielił do 15 pułku ułanów w Poznaniu. W pułku służył przez siedem lat. 15 sierpnia 1929 został mianowany porucznikiem ze starszeństwem z dniem 15 sierpnia 1929 i 1. lokatą w korpusie oficerów kawalerii. 3 listopada 1934 roku został powołany do Wyższej Szkoły Wojennej w Warszawie, w charakterze słuchacza kursu normalnego 1934–1936. W 1935, po ukończeniu pierwszego roku, razem z Franciszkiem Hermanem został wysłany do Francji, gdzie przez kolejne dwa lata studiował w Wyższej Szkole Wojennej w Paryżu (franc. École supérieure de guerre). Na stopień rotmistrza został mianowany ze starszeństwem z dniem 19 marca 1937 i 59. lokatą w korpusie oficerów kawalerii. W tym samym roku, po powrocie do kraju, został przydzielony do Krakowskiej Brygady Kawalerii na stanowisko I oficera sztabu. W czasie kampanii wrześniowej 1939 był kwatermistrzem Krakowskiej BK. Został trzykrotnie ranny i stracił nogę.
Od 1941 do 1944 roku działał w Warszawie w Biurze Studiów Komendy Głównej Armii Krajowej i awansując do stopnia majora. 8 sierpnia 1944 roku walcząc w powstaniu warszawskim został przez Niemców aresztowany, ale zdołał zbiec i ukrywał się w Krakowie do wyzwolenia.
Powrócił do Wielkopolski, gdzie od 1950 do 1957 roku w Poznaniu był prezesem Okręgowego Związku Spółdzielni Inwalidów. Od następnego roku był w Warszawie w Zarządzie Głównym Związku Inwalidów Wojennych wiceprezesem oraz w Poznaniu prezesem zarządu tego Związku. Od 1961 roku radny Miejskiej Rady Narodowej w Poznaniu, pełniąc swoje obowiązki aż do śmierci. Działacz Związku Bojowników o Wolność i Demokrację oraz współorganizator Polskiego Towarzystwa do Walki z Kalectwem, a w Zarządzie Głównym w Warszawie był jego członkiem. W Poznaniu był: współzałożycielem oddziału tegoż towarzystwa, członkiem rady nadzorczej Zakładu Ubezpieczeń Społecznych oraz zastępcą przewodniczącego Rady Zakładu Doskonalenia Zawodowego. Z inicjatywy Witolda Sokolnickiego powstała w Polsce pierwsza Poradnia Rehabilitacji Zawodowej oraz dla ciężko poszkodowanych inwalidów wczasy wypoczynkowe w Niwce koło Poznania. Zmarł 1 sierpnia 1968 roku w Poznaniu i pochowany został na cmentarzu Junikowskim.
Jego żoną była Elżbieta Rembowska, która zginęła w powstaniu warszawskim i miał z nią córkę Aleksandrę (ur. 1943). Krystyna Fudakowska była jego drugą żoną i miał z nią córkę Beatę (ur. 1949) oraz syna Andrzeja (ur. 1950).

## Ordery i odznaczenia
- Krzyż Srebrny Orderu Wojskowego Virtuti Militari[10]  nr 12499[11] (za kampanię wrześniową)
- Krzyż Oficerski Orderu Odrodzenia Polski[10]
- Złoty Krzyż Zasługi z Mieczami[10]
- Złoty Krzyż Zasługi[10]
- Srebrny Krzyż Zasługi[10]
- Medal za Warszawę 1939–1945[10]
- Medal Zwycięstwa i Wolności 1945[10]